# Karl August Fischer
Karl August Fischer (* 3. Mai 1885 in Augsburg; † 16. Januar 1975 in München) war ein deutscher Verwaltungsbeamter und Politiker. Nach Ende des Zweiten Weltkriegs leitete er im Kabinett von Fritz Schäffer kurzzeitig kommissarisch das Bayerische Innenministerium.

## Leben
Fischer legte 1904 auf dem Gymnasium bei St. Anna in Augsburg das Abitur ab. Danach studierte er als Stipendiat der Stiftung Maximilianeum in München Rechts- und Staatswissenschaften. Nach dem Abschluss trat er in den Verwaltungsdienst des Königreichs Bayern ein, wo er verschiedene Positionen in den Bezirksämtern von Starnberg, Wegscheid, Grafenau, Kulmbach, bei der Regierung von Niederbayern, beim Bayerischen Innenministerium, im Reichswirtschaftsamt in Berlin und von 1920 bis 1927 im Bayerischen Kultusministerium durchlief. 1927 übernahm er den Posten des Vorstandes im Bezirksamt Pfaffenhofen a.d.Ilm.
Nach der „Machtergreifung“ der Nationalsozialisten und der Gleichschaltung des Bayerischen Landtags Ende März 1933 holte der bayerische Kultusminister Hans Schemm Fischer als Ministerialdirektor wieder in sein Haus. Den Posten behielt er auch nach dem Tod Schemms unter dessen Nachfolger Adolf Wagner, bis er 1940 als Kurator der deutschen Hochschulen nach Prag entsandt wurde. Dort hatte er Kontakt zum Historiker Fritz Valjavec. 
Vom Regional Military Government der US-Armee wurde er nach Kriegsende vom 6. Juni bis 1. September 1945 im provisorischen Kabinett von Fritz Schäffer mit der kommissarischen Leitung des Bayerischen Innenministeriums betraut. Beim Neuaufbau der parlamentarischen Strukturen in Bayern spielte Fischer dann keine Rolle mehr.
Vor dem Ersten Weltkrieg arbeitete er als Redakteur der Kaukasischen Post. Zwischen 1935 und 1939 stand er dem Kuratorium des Maximilianeums vor. Von 1951 bis 1955 war Fischer Leiter des Südost-Instituts, nachdem er seit 1933 dessen Stiftungsrat vorgestanden hatte.